# Echidnopsis kohaitoensis
Echidnopsis kohaitoensis är en oleanderväxtart som beskrevs av Plowes. Echidnopsis kohaitoensis ingår i släktet Echidnopsis och familjen oleanderväxter. Inga underarter finns listade i Catalogue of Life.